# 若林茂則
若林 茂則（わかばやし しげのり、1962年 - ）は、日本の言語学者。専門は、応用言語学・形態統語論。中央大学文学部英語文学文化専攻教授、同大元副学長。日本第二言語習得学会元会長・現事務局長。

## 来歴
早稲田大学教育学部卒業、エセックス大学大学院修士課程修了、ケンブリッジ大学大学院修士課程修了、ケンブリッジ大学英語応用言語学研究所博士課程修了（Ph.D）。第二言語習得研究の分野で最も権威のある学術誌のひとつである第二言語研究 (雑誌)への掲載（本誌への6回の掲載は、2020年現在では日本人最多）をはじめ、国際誌に多数の論文を発表している。またLinguistic Approaches to Bilingualism編集委員も務める。
2011年から2014年まで中央大学副学長として大学のグローバル化を担当し、4年間評議員を務める。2018年4月から9月までケンブリッジ大学チャーチルカレッジ客員研究員を務め、この間ケンブリッジ大学、ヨーク大学、レディング大学、クロアチアのリエカ大学、ノルウェーのトロムソ大学など、多くの大学で講義を行った。現在、中央大学教授のほか、タンマサート大学言語研究所客員教授も務める。

## 略歴
- 1980年3月　三重県立津高等学校卒業
- 1984年3月　早稲田大学教育学部英語英文学科卒業
- 1984年4月　三重県立高校教員
- 1999年4月　群馬県立女子大学文学部助教授
- 2004年4月　群馬県立女子大学文学部教授
- 2005年4月　中央大学文学部教授
- 2011年1月　中央大学副学長（2014年11月まで）

学位
- 早稲田大学）
- 文学修士（エセックス大学）
- 学術修士（ケンブリッジ大学）
- 学術博士（ケンブリッジ大学）

## 著書

### 論文
- A Principle of Economy in Derivation in L2 Grammar: Do Everything in Narrow Syntax, Second Language Research, 2019年
- Lexical learning in second language acqusition: optionality in the numeration, Second Language Research, 2009年
- The acquisition of pronominal Case-marking by Japanese learners of English, Second Language Research, 2007年（須田孝司との共著）
- Review article: Contribution of the study of Japanese as an L2 to our general understanding of SLA and the definition of SLA research, Second Language Research, 2003年
- The acquisition of non-null subjects in English: A minimalist account. Second Language Research, 2002年
- The nature of interlanguage: SLA of English reflexives. Second Language Research, 1997年

### 訳著
- 『言語と思考 原書名：LANGUAGE AND THOUGHT(Lund,Nick)]』,2006年,新曜社,ISBN 9784788510029

### 編著
- 『第二言語習得研究入門―生成文法からのアプローチ』,2006年,新曜社,ISBN 9784788509740

### 共著
- 『詳説 第二言語習得研究　――理論から研究法まで 』,2010年,研究社,ISBN 4327410748
- 『英語習得の「常識」「非常識」―第二言語習得研究からの検証』,2004年,大修館書店,ISBN 4469244988